# 몬스터 왕국
《몬스터 왕국》(Resan till Fjäderkungens Rike)은 2014년 공개된 애니메이션 영화이다.